# Wilke Durand
Wilke Durand (Den Haag, 15 december 1960) is een Nederlands actrice, voice-over en scenarioschrijfster.

## Loopbaan
Tussen 1980 en 1982 volgde Durand de Toneelacademie van Maastricht. In 1982 speelde zij de rol van Margot Frank in het toneelstuk Het Dagboek van Anne Frank, onder regie van Jeroen Krabbé. Landelijke bekendheid kreeg ze door haar rol als verpleegster Tessa van Loon in de populaire ziekenhuisserie Medisch Centrum West. Later speelde ze in de solovoorstelling Een avondje Germaine, waaraan ze zelf meeschreef. In 1992 speelde ze een rol in de korte speelfilm Screentest.
Tijdens het schrijven van dit toneelstuk ontdekte Durand haar passie voor schrijven. Uiteindelijk werd het script van haar solovoorstelling herschreven voor de film Lievelingskind. Niet veel later wilde de NCRV dat zij de jeugdserie Willie & Nellie ging schrijven. In samenwerking met actrice Nelleke Zitman schreef ze het script, en daarna besloot ze om samen met Zitman het duo Willie & Nellie zelf te gaan spelen. Uiteindelijk viel in 1999 na zesendertig afleveringen het doek.
Durand liet haar acteercarrière achter zich en besloot naar Los Angeles te gaan om haar schrijven te verbeteren. Onder leiding van Syd Field schreef ze haar eerste speelfilm. Op het Maurits Binger Film Instituut schreef ze het scenario voor Dance with Me, dat later Panna! zou gaan heten. Haar werk werd bekroond met een scenariosubsidie van het Nederlands Fonds voor de Film.

## Werk

### Actrice
- Planet Beauty televisie film - Mevr Hoogendoorn (2016)
- Heer & Meester - Willy Paardekooper (afl. De Debutante, 2014)
- Flikken Maastricht (2013, 2014)
- De co-assistent - Liesbeth Verstraeten (afl. Onverwachts bezoek, 2009)
- Baantjer - Sabine Brandsma (afl. De Cock en de moord om de moord, 1997)
- Willie & Nellie - Willie (1996-1999)
- Baantjer - Hermine Brandjes (afl. De Cock en de reclamemoord, 1995)
- Medisch Centrum West - Tessa van Loon (1990-1992)
- Parallax - Florence Cook (1989)
- Flodder - Barbara (afl. Onder hypnose, 1994)

### Toneel
- Het Dagboek van Anne Frank (regie: Jeroen Krabbé) - Margot Frank
- Amadeus (regie: Willem Nijholt)
- Een avondje Germaine (regie: Willeke van Ammelrooy)

### Schrijver
- Willie & Nellie (NCRV, 36 afleveringen)
- Sweet Betty